# Sonnberg im Mühlkreis
Sonnberg im Mühlkreis è un comune austriaco di 921 abitanti nel distretto di Urfahr-Umgebung, in Alta Austria. Nel 1875 era stato accorpato al comune di Hellmonsödt, per tornare a essere indipendente nel 1919.